# Neptis praslini
Neptis praslini är en fjärilsart som beskrevs av Jean Baptiste Boisduval 1832. Neptis praslini ingår i släktet Neptis och familjen praktfjärilar. Inga underarter finns listade i Catalogue of Life.

## Bildgalleri

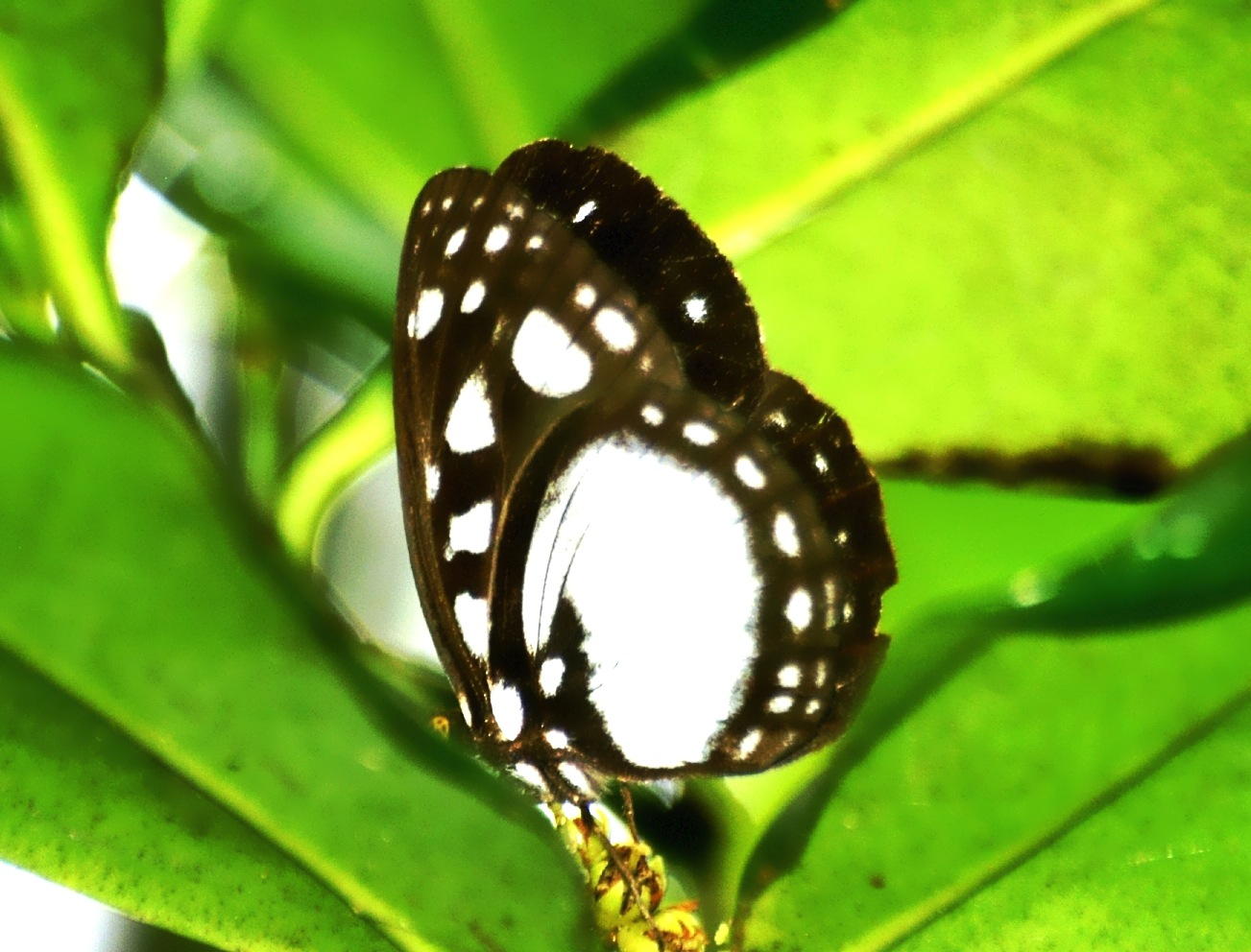
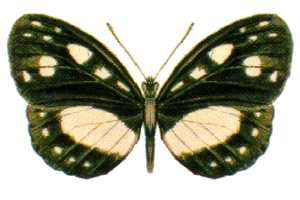